# Hemistigma
Hemistigma là một chi chuồn chuồn ngô thuộc họ Libellulidae. Tiếng Anh thường gọi là Pied-spots.
Chi này chỉ có ba loài:
- Hemistigma affinis (Rambur, 1842); Madagascar[3]
- Hemistigma albipuncta (Rambur, 1842) - Pied-spot; widespread in Africa[4]
- Hemistigma ouvirandrae Förster, 1914